# Potluck

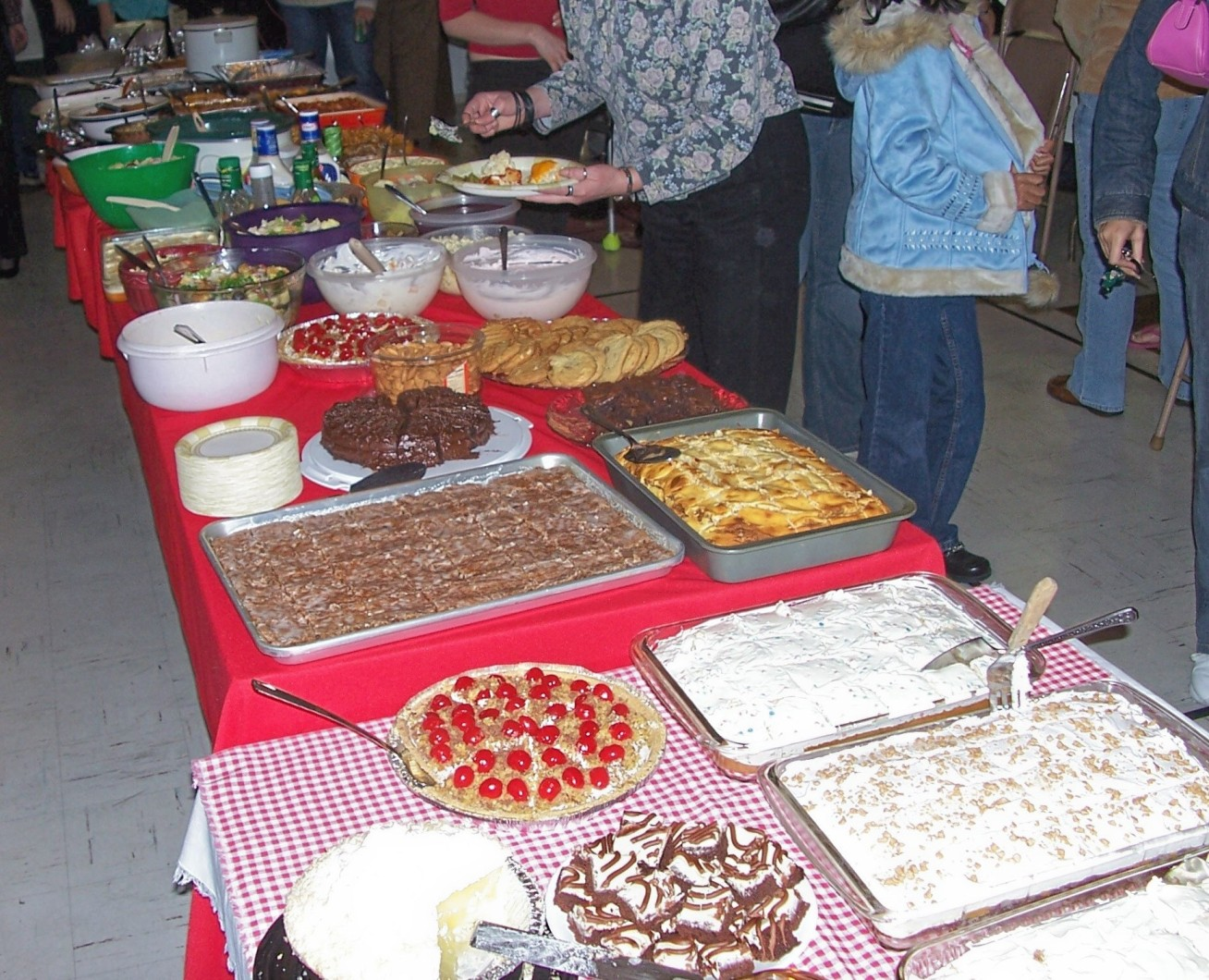
Potluck in einer Kirche

Potluck (Aussprache [pɑtˌlʌk]; engl. 'Topf Glück', eigentlich: „was (zum Essen) gerade vorhanden ist“) oder Potluck Dinner bezeichnet eine in den Vereinigten Staaten und anderswo bei Kirchengemeinden, Sportvereinen oder anderen Gruppen verbreitete Art von Zusammenkunft, bei der ohne Absprache jeder Teilnehmer eine Speise mitbringt, die für mehrere Teilnehmer reicht und dann mit allen geteilt wird. So kommen ohne großen Aufwand für den Einzelnen Buffets zusammen, und je größer die Gruppe, desto vielfältiger die Auswahl.

## Geschichte

Plakat gegen Lebensmittelverschwendung, sinngemäß: „Besser heute Topfglück mit Churchill als morgen unter Hitler Kröten schlucken“ (Vereinigtes Königreich, 2. Weltkrieg)

Für Reste, die ein Gastgeber einem unerwarteten Gast anbieten kann, war seit dem 16. Jahrhundert in verschiedenen Sprachen das Wort „Topfglück“ gebräuchlich (siehe Bezeichnungen), etwa beim englischen Dichter Thomas Nashe. Die Redewendung „à la fortune du pot“ (im übertragenen Sinne: ,essen, was auf den Tisch kommt‘) wurde als „auf gut Topfglück“ eingedeutscht. Die Redewendung „courir à la fortune du pot“ wurde mit „sich bei jemandem auf gut Glück als Mittagsgast einstellen“ übersetzt, die Redewendung „come on pot-luck“ als „nimm vorlieb mit dem, was der Kochtopf bietet“.
In der Welschschweiz wird das Potluck als „repas canadien“ resp. „buffet canadien“ oder ähnlich bezeichnet, in der Deutschschweiz entsprechend meist als kanadisches Buffet. International gibt es weitere Bezeichnungen, z. B. „Bring a plate“ in Australien und Neuseeland sowie in Deutschland „Mitbringparty“. Auch das schwedische "knytkalas" (wörtlich so viel wie „Bündel-Feier“, weil jeder Teilnehmer seinen Beitrag im Bündel mitbringen kann) bezeichnet diese Art der gemeinsamen Mahlzeit.